# Tom Jones (cantante)
Thomas Jones Woodward (nacido Thomas John Woodward en Treforest, Glamorganshire, Gales, 7 de junio de 1940), conocido comúnmente por su nombre artístico Tom Jones, es un cantante, actor y personalidad de la televisión británica. También se le apoda el Tigre de Gales.
Es considerado uno de los cantantes más destacados y populares de Gales y del Reino Unido. Ha vendido más de 100 millones de discos en todo el mundo. La poderosa y potente voz de Jones ha sido descrita como un "barítono robusto y de garganta completa".
En los años 1960 y 1970 fue un sex symbol, y una figura frecuente en Las Vegas desde 1967 hasta el 2011. Sus actuaciones abarcan distintos géneros musicales como el pop, R&B, góspel, country, dance y soul. En el pico de su popularidad también condujo su propio programa de variedades This is Tom Jones, de 1969 a 1971, el cual fue un éxito televisivo.
Fue galardonado con un Grammy a mejor artista nuevo en 1966, y también ganó el MTV Video Music Award en 1989 junto a Art of Noise, y dos premios Brit en 2000 y 2003. Recibió una nominación al Globo de Oro a mejor actor de comedia o musical para televisión en 1970 como anfitrión de su programa de variedades. Fue nombrado Oficial de la Orden del Imperio Británico en 1998 por la reina Isabel II, y condecorado como importante figura de la música británica por la monarca en 2005. 
A mediados de la década de los 2010 fue elegido jurado del exitoso concurso musical The Voice, participando en varias ediciones del programa desde 2012 (excepto en 2016), con lo cual su popularidad se recuperó considerablemente.

## Biografía
Nació durante la Segunda Guerra Mundial, el 7 de junio de 1940, en Treforest (Glanmorgan), Gales, Reino Unido, en el hogar del minero Thomas Woodward y su esposa Freda Jones. Thomas descubrió su pasión durante la infancia; solía cantar en fiestas familiares y bodas, y participaba del coro de la escuela. 
Padeció de tuberculosis y estuvo en reposo casi un año; fue un tiempo muy crítico en el que se dedicaba a escuchar música y dibujar. 
A los 16 años se casó con su novia del instituto, Linda Trenchard, de cuya unión nació un mes después su hijo Mark. Jones salió de la escuela con malas calificaciones y durante ese periodo debió trabajar como vendedor puerta a puerta y obrero en la construcción.

### Inicios en los años 1960
Jones se hizo conocido en la década de 1960 por su gran voz, extravagante estilo y por su sensualidad, elementos que han sido claves en su imagen como artista.
Su carrera se inició en 1963 cuando era vocalista del grupo Tommy Scott & The Senators, una banda beat local de aquel entonces que ganó reputación principalmente en Gales del Sur, pese a que no tuvo un gran éxito. Ese mismo año su grupo intentó conseguir éxito de la mano del productor Joe Meek quien trató de convencer a varias compañías discográficas de su potencial artístico sin mucho éxito. El grupo siguió tocando en clubes nocturnos hasta que un día Gordon Mills vio en Tom Jones un gran potencial y lo llevó a Londres donde comenzó a gestar su carrera. 
Gordon Mills se convirtió en su mánager y decidido a lograr la consolidación del joven artista lo rebautizó bajo el nombre artístico de Tom Jones en honor al personaje literario.

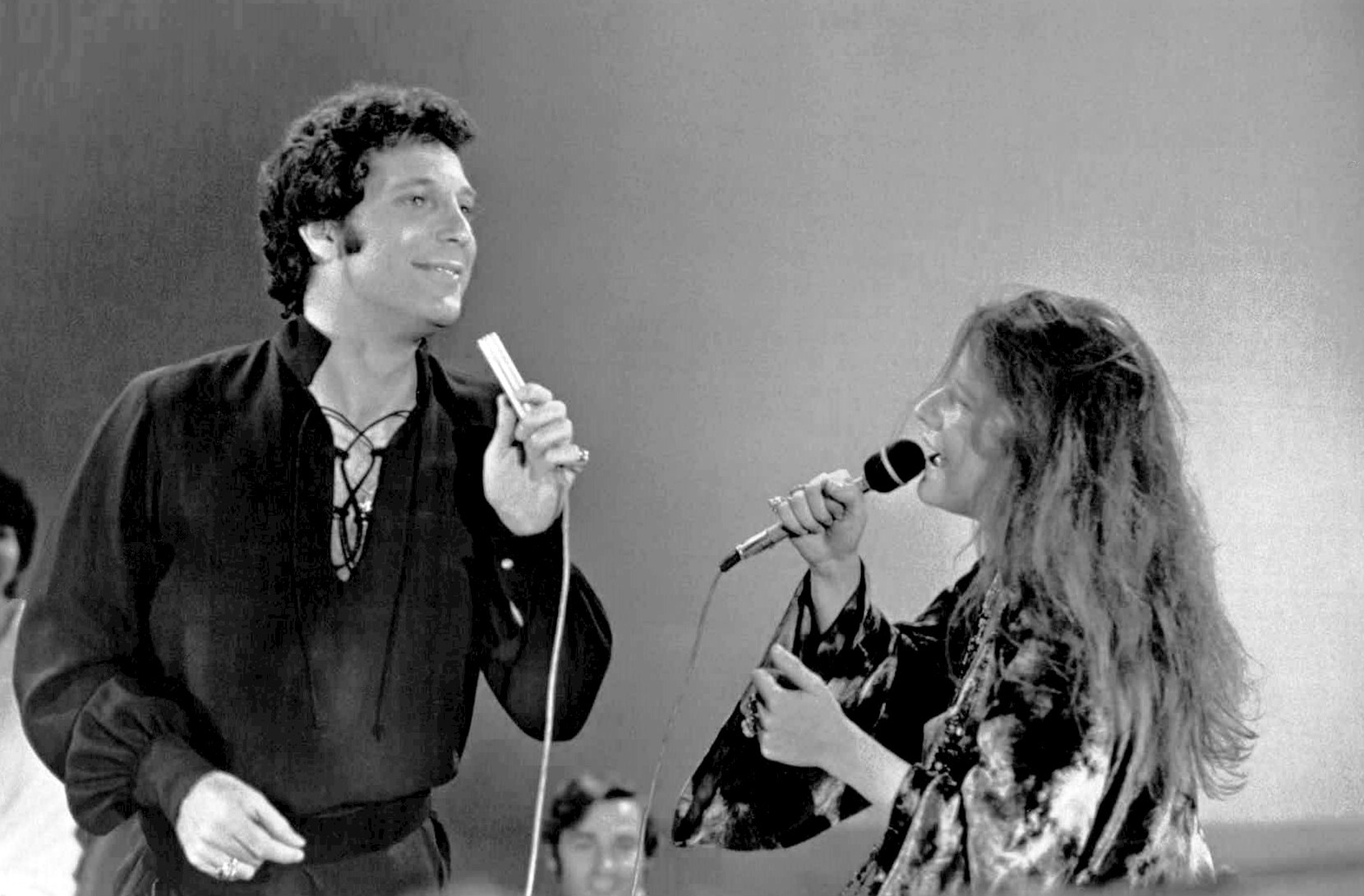
Jones junto a Janis Joplin en el programa de televisión "This is Tom Jones" (1969).

Su estilo cautivaba a muchos por su voz cálida y al mismo tiempo muy caudalosa, algo muy poco frecuente en un cantante popular. 
Su primer sencillo fue grabado para la casa discográfica Decca en 1964, con la canción «Chills And Fever» y una fría recepción; pero el éxito llegó en 1965 con «It's Not Unusual». Ese mismo año, grabó la canción para la película de James Bond Thunderball, y sigue siendo su mayor éxito.
El reconocimiento llegó con el premio Grammy por Mejor artista nuevo. En 1966, su popularidad empezó a consolidarse a través de una propuesta madura, transformándose en un gran crooner con canciones como «Green Green Grass of Home», «What's New Pussycat», «Help Yourself», «She’s a Lady» y, especialmente, «Delilah».

### Decadencia

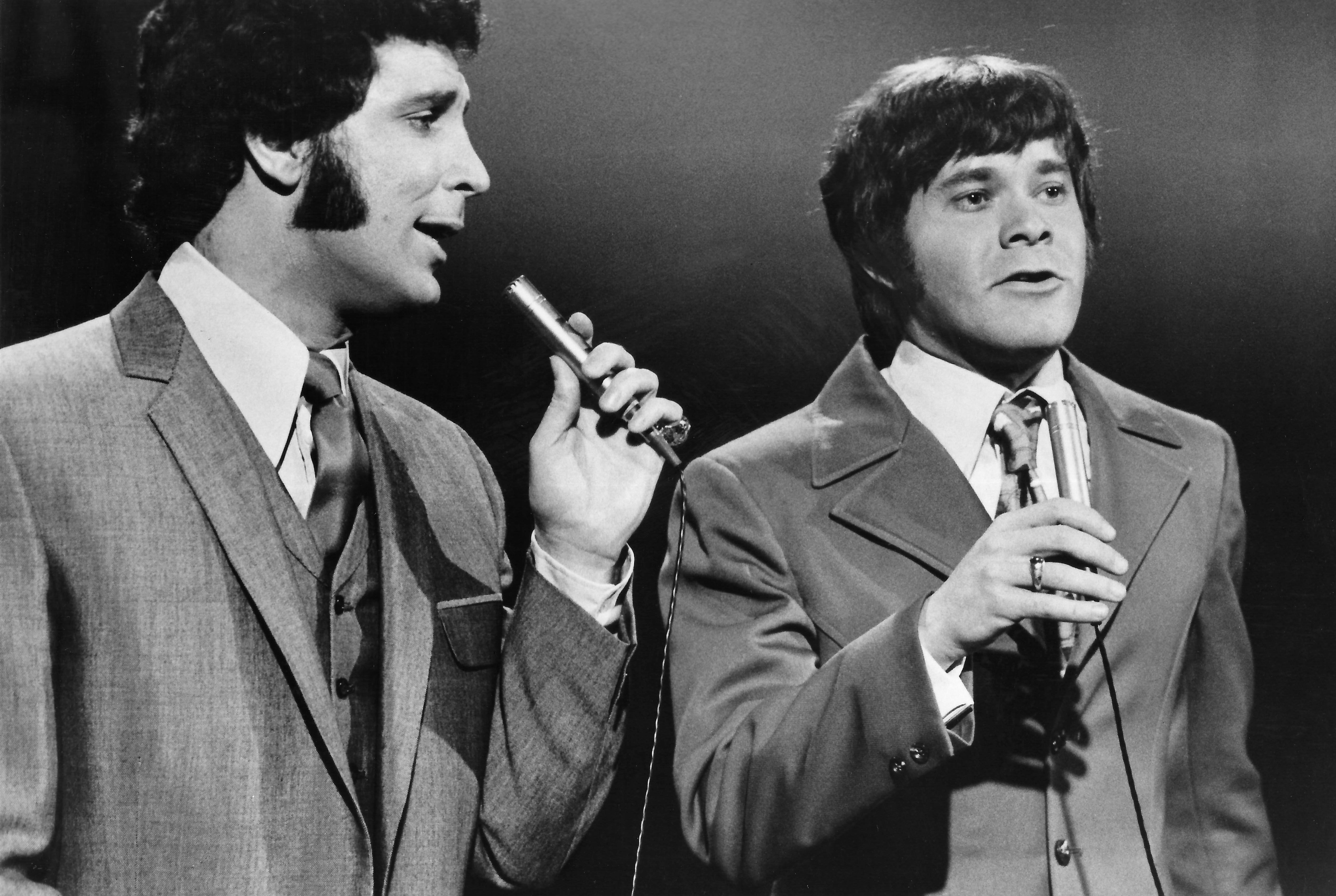
Jones en 1970

Entre 1969 y 1971 tuvo un exitoso programa de variedades para la televisión titulado This Is Tom Jones, que fue emitido por las cadenas ABC en Estados Unidos e ITV en el Reino Unido. En él actuaron otros artistas importantes de la época, como Janis Joplin.
A partir de 1974 su carrera comenzó a decaer, porque según los expertos su estilo se estaba quedando desactualizado de las tendencias de la época, como el funk y luego la música disco.

### Repunte en los años 1990
El 29 de julio de 1986 murió su mánager, Gordon Mills, y su hijo Mark llegó para administrar su carrera, relanzándola a partir de 1987 cuando Tom Jones volvió a las listas de popularidad con «A Boy From Nowher». Luego grabó una versión de la clásica canción pop de Prince, «Kiss», junto al conjunto vanguardista británico Art of Noise. El cover se convirtió en un éxito instantáneo.
En 1993 firmó un contrato con la casa discográfica Interscope Records que editó el álbum The Lead And How to Swing It, un éxito inmediato que conquistó a audiencias más jóvenes. En 1998, actuó junto a Robbie Williams en los Brit Awards cantando una selección de canciones de la banda sonora de la película The Full Monty. Al año siguiente se interpretó a sí mismo en la película Agnes Browne, dirigida y protagonizada por Anjelica Huston.

#### Reload
Siguiendo su buena racha lanzó un disco de duetos titulado Reload en el cual destaca «Burning Down The House» junto a la banda The Cardigans, versión de un tema de la banda Talking Heads, cuyo vídeo musical se caracterizó por su gran realización e innovador concepto. 

Del álbum también se extrajo el exitoso sencillo «Sex Bomb», con el grupo Mousse T, cuyo video fue lanzado en 2000. El éxito de la canción y la buena acogida en ventas y críticas del álbum, llevó a que Reload fuera considerado uno de los mejores discos de Jones y del año 1999. El álbum llegó al primer lugar de las listas británicas en 1999 y permaneció 3 semanas en el primer lugar, y 69 en listas. Fue su primer álbum en el primer lugar desde 1975. 

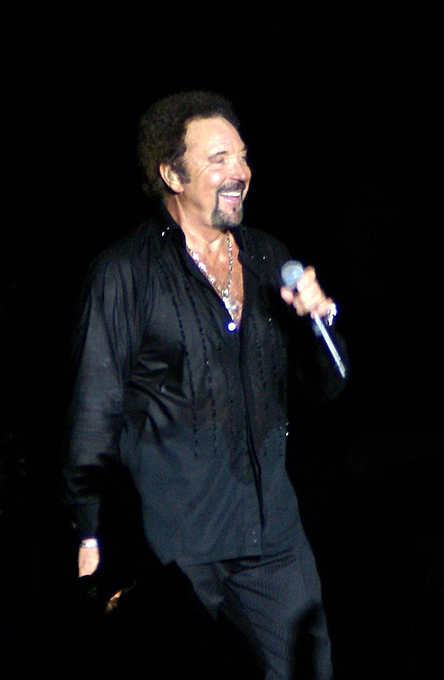
Jones en Hampton Court Palace, 2007

 Con este disco tuvo el reconocimiento absoluto por su trayectoria, que se consolidó en los siguientes años. Ese mismo año, presentó la primera gala de la historia de los MTV Europe Music Awards que se celebró en Alemania.

### Década del 2000

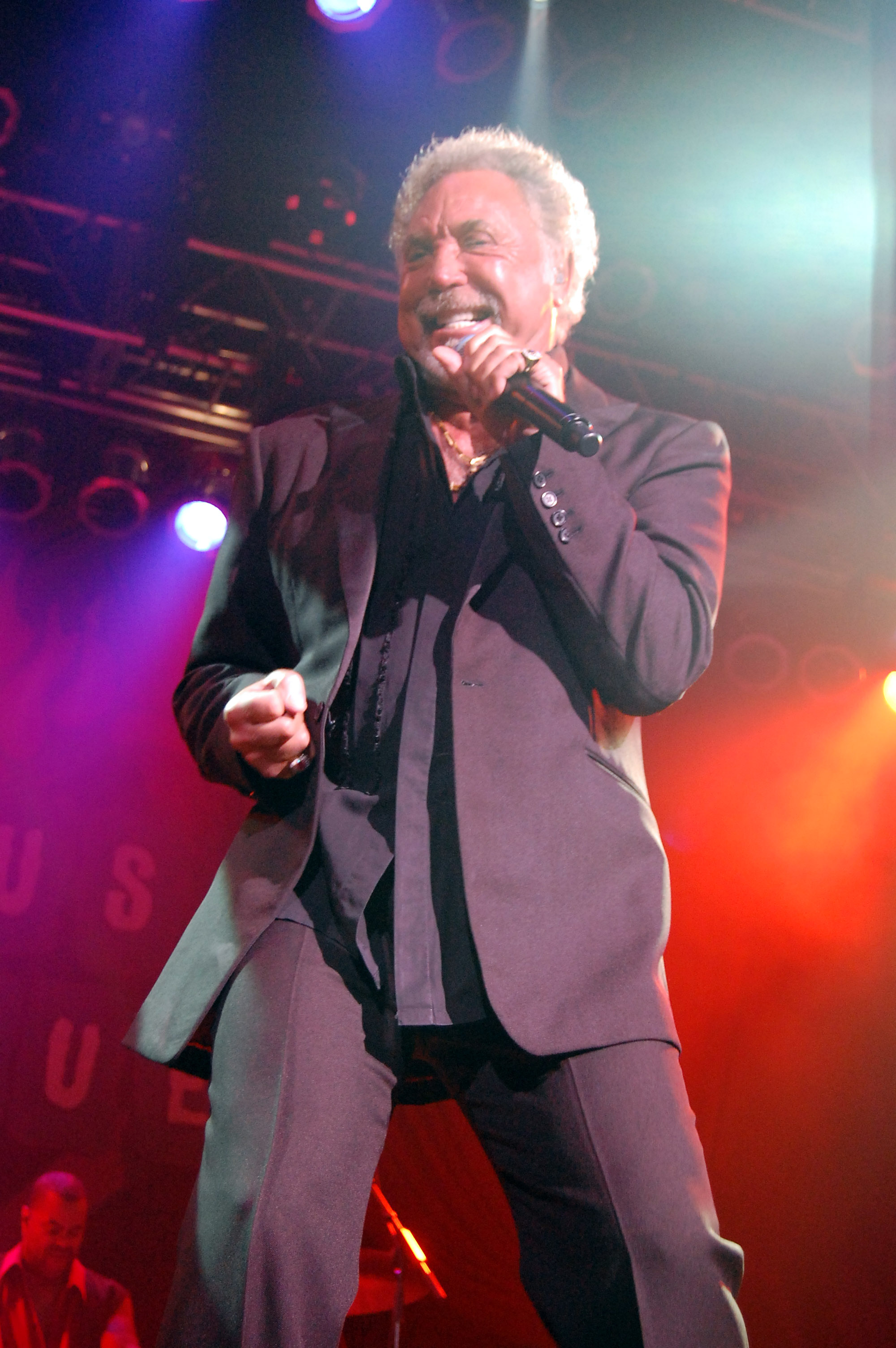
Jones en 2009

Ha recibido distinciones como el premio Brit Awards por su contribución a la música, en 2003. Ha colaborado con otros artistas, como Wyclef Jean (quien produjo el álbum Mr. Jones, editado en 2002) y Jools Holland.
El 29 de marzo de 2006, fue nombrado caballero de la Corona británica por la reina Isabel II, por su trabajo como artista. 

### 2010 en adelante

#### The Voice
En 2012, participó como jurado de la primera temporada del show talent The Voice UK en su versión británica, en donde permaneció 4 temporadas hasta su despido. Sin embargo un año después volvió como jurado para la temporada de 2018 y continuó en el programa hasta la temporada 10, que terminó el 20 de marzo de 2021. Como jurado fue el entrenador de dos de los ganadores del concurso: El primer ganador del 2012, Leanne Mitchell; y Ruti Olajugbagbe, de la temporada 7 de 2018. 
En 2011 se anunció su aparición en el programa con un aviso en el periódico The Sun:

"Tom está cerca de concretarlo. Tiene casi 50 años de experiencia en la música por lo que estará capacitado de brindar consejos decentes. Jessie J atraerá a los espectadores jóvenes pero Tom se convertirá en el favorito de las amas de casa"

Cuando se concretó su participación en el programa Jones dijo:

"Estoy ansioso por The Voice, y emocionado de participar como jurado. Es un show muy fuerte; es todo acerca del talento - pero además es emocionante, competitivo y televisión convincente. Fui bendecido durante muchos años por poder compartir escenarios con artistas increíbles, y estoy en vísperas de ser parte del equipo que busque y descubra nuevo y genuino talento."

En septiembre de 2015, mientras estaba en el programa The Voice UK anunció su nuevo el lanzamiento de su nuevo disco Long Lost Suitcase y la publicación de su autobiografía Over The Top And Back éxito de ventas en el Reino Unido. En el 2017 colaboró con Harvey Schmidt para el álbum The Fantasticks.
Terminada la décima temporada de The Voice, Jones volvió a los estudios de grabación. En el 2021 lanzó 4 sencillos para su nuevo álbum Surrounded By Time lanzado el 23 de abril. El álbum llegó al primer lugar en las listas británicas, convirtiéndose en el primer disco de Jones en llegar al primer puesto en el Reino Unido, desde Reload, de 1999. También lo convirtió en el artista con mayor edad en llegar al primer lugar en las listas musicales del Reino Unido.
Sigue vigente, realizando giras internacionales y también conciertos en el MGM Grand Las Vegas, donde se presenta durante diez o doce semanas al año.

## Vida personal
Se casó con Melinda Rose en 1957, a los 17 años, y permaneció con ella hasta su fallecimiento en 2016, por un cáncer. La pareja tuvo un hijo llamado Mark.
En el apogeo de su carrera tuvo varios affairs entre los que se destaca su relación con Marjorie Wallace (una destituida Miss Mundo coronada en 1973) y una aventura con Cassandra Peterson.

## Discografía
| - Along Came Jones (1965) - It's not Unusual (1965) - What`s New Pussycat? (1965) - A-Tom-ic Jones (1966) - From the Heart (1966) - Green, Green Grass of Home (1967) - Tom Jones Live! At the Talk of the Town (1967) - 13 Smash Hits (1968) - Delilah (1968) - Help Yourself (1968) - This Is Tom Jones (1969) - Tom Jones Live in Las Vegas (at the Flamingo) (1969) - Tom (1970) - I Who Have Nothing (1970) - She's A Lady (1971) - The Young New Mexican Puppeteer (1972) - The Body and Soul of Tom Jones (1973) - Somethin' Bout You Baby I Like (1974) | - Memories Don't Leave Like People Do (1975) - Say You'll Stay Until Tomorrow (1977) - Fruits De Tom' (1979) - Darlin' (1981) - Don't Let Our Dreams Die Young (1983) - Love Is on the Radio (1984) - At This Moment (1989) - Move Closer (1989) - Carrying A Torch (1991) - The Lead And How To Swing It (1994) - From The Vaults (1998, US Only) - Reload (1999) - Mr. Jones (2002) - Tom Jones & Jools Holland (2004) - 24 Hours (2008) - Praise & Blame (2010) - Spirit in the Room (2012) - Long Lost Suitcase (2015) - Surrounded by Time (2021) |

## Premios y nominaciones
- 1966: Premios Grammy a Mejor Artista Nuevo
- 1970: Nominado a Globo de Oro al Mejor Actor de Serie de TV - Comedia o musical por This Is Tom Jones
- 1989: Premio MTV al videoclip por "Kiss"
- 1989: Estrella en el Paseo de la Fama de Hollywood
- 1999: nombrado Oficial de la Orden del Imperio Británico (OBE).
- 2000: Premios Brit al mejor artista británico masculino.
- 2003: Premios Brit por su contribución a la música.
- 2017: Bambi Award en la categoría leyenda.

## Filmografía
| Año            | Título                                     | Papel              | Notas                                                         |
| -------------- | ------------------------------------------ | ------------------ | ------------------------------------------------------------- |
| 1965           | What's New Pussycat?                       | Cantante           |                                                               |
| 1965           | Promise Her Anything                       | Cantante           |                                                               |
| 1965           | Operación Trueno                           | Cantante           |                                                               |
| 1970           | This is Tom Jones                          | Él mismo           | Recibió una nominación al Globo de Oro                        |
| 1972           | The Special London Bridge Special          |                    |                                                               |
| 1974           | On Happiness Island                        | Especial de la BBC |                                                               |
| 1979           | Pleasure Cove                              | Raymond Gordon     | Película de TV                                                |
| 1984           | Fantasy Island                             | Dick Turpin        | Temporada 7-Episodio 19                                       |
| 1991           | The Ghosts of Oxford Street                | Gordon Selfridge   |                                                               |
| 1992           | Los Simpsons                               | Él mismo           | Voz (1 episodio)                                              |
| 1993           | El Príncipe de Bel-Air                     | Él mismo           | Temporada 3-Episodio 18                                       |
| 1994           | Silk n' Sabotage                           | Fotógrafo          |                                                               |
| 1995           | The Jerky Boys: The Movie                  | Él mismo           |                                                               |
| 1996           | Mars Attacks!                              | Él mismo           |                                                               |
| 1999           | Agnes Browne                               | Él mismo           |                                                               |
| 2000           | The Emperor's New Groove                   |                    | Película animada                                              |
| 2004           | Duck Dodgers                               | Él mismo           |                                                               |
| 2012–15, 2017– | The Voice UK                               | Él mismo           | Miembro del jurado, Temporada 1.ª hasta 4.ª y 6.ª en adelante |
| 2012           | Playhouse Presents                         | Ron                | Episodio: "King of the Teds"                                  |
| 2014           | Under Milk Wood                            | Captain Cat        | Película de TV                                                |
| 2014           | Superheroes Unite for BBC Children in Need | Él mismo           | Película de TV                                                |